# Dolon
Dolon  (în limba greacă: Δόλων), fiul solului Eumede, este un personaj din mitologia greacă. Numele este derivat probabil din substantivul δόλος (dolos), care semnifică "viclenia", și adjectivul δόλιος (dolios) care are înțelesul de "fals", "viclean", "înșelător".
În Iliada lui Homer el a fost trimis ca iscoadă de Hector în tabăra adversă, în cel de-al zecelea an de luptă, pentru a afla dacă aheii, osteniți de luptă, și-au hotărât în fine retragerea. Personajul este descris de Homer drept înstărit, urât la chip și iute de picior, singur fiu la părinți pe lângă cinci surori. În timpul misiunii el a purtat o piele de lup, arme și un coif din blană de vidră. Deoarece i se promiseseră carul de luptă și caii sacri ai lui Ahile, Dolon a cutezat să pătrundă până în preajma sfatului ținut de principii danai, însă a fost descoperit de către Odiseu și Diomede. Acesta din urmă a reușit să-l doboare pe Dolon cu lancea. Crezând că își va putea salva viața, Dolon a trădat grecilor scopul misiunii sale, locul unde se afla Hector, pozițiile străjilor Troiei și a taberelor aflate în afara zidurilor, înlesnind astfel uciderea regelui trac Rhesus, care tocmai sosise. Diomede l-a decapitat însă pe trădător și i-a luat armele.
Personajul a dat numele cântului al X-lea al Iliadei, cunoscut sub numele de Dolonia. Acesta a fost probabil adăugat mai târziu epopeii homerice. Louis Gernet a văzut în Dolon un simbol al sacrificărilor de vieți omenești (farmakòs, φαρμακός) sau al jefuirii cadavrelor, ambele acțiuni abominabile în accepția elenilor. El este și singurul personaj troian căruia Homer îi atribuie urâțenie fizică.
Un fiu al lui Dolon, Eumenide, a fost conform lui Vergiliu însoțitorul lui Enea în Italia și a luptat cu vitejie alături de acesta împotriva regelui Latium-ului, Turnus. Vergiliu contrastează curajul în luptă al fiului cu lașitatea tatălui, condamnând îndeosebi tentativa vicleană a acestuia de a-și însuși pe nedrept caii lui Ahile.